# Colônia do Piauí
Colônia do Piauí é um município brasileiro do estado do Piauí, emancipado no dia 29 de Abril de 1992. Localiza-se a uma latitude 07º13'52" sul e a uma longitude 42º10'41" oeste, estando a uma altitude de 0 metros. Sua população estimada em 2018 foi de 7.651 habitantes. Possui uma área de 947,879 km².
Conhecida como "A terra da vaquejada", pois tem a vaquejada mais antiga do estado, fundada em 1976, e é sempre comemorada no mês de Julho, assim como a tradicional festa de vaqueiros iniciada em 1971.

## História
O povoamento iniciou pelo Saco do Rei primeiro nome da Colônia – ainda de maneira tímida. Aos poucos foram chegando moradores. Na época residiam no `` Saco`` algumas famílias: de João Criolo, Raimundo Doquinha, Antônio Neném, Eliseu, Sinhá, Águida, Antônio Lagoa, Maciniana, Elpídio, Barbina, Naboa.
A população foi se expandindo para o `` Alto”, lá residiam Benedita Dário, Raimundo Grande, Chico Preto, Joaquim Marrecas, Quelé, Manoel Antônio, Antônio Geraldo, Guardiana; no Tabuleiro – onde hoje é o centro da cidade – Eustáquio, Adelaide, Os Catulinos, Vitalina, e os Camilos; No Baixão: a família de Tonheiro e Joaquim Marrecas e no Mandacaru a família de Seu Zuca.
Todas as localidades do município, existentes hoje, já existiam.
A criação da Colônia Agrícola Nacional Saco do Rei data da década de 1940, no contexto internacional o mundo assistia o desenrolar da Segunda Guerra Mundial, conflito militar entre as grandes potências mundiais – países do eixo (Alemanha, Itália e Japão) x países aliados (Inglaterra, Estados Unidos e União Soviética). O conflito teve fim somente em 1945, com a explosão de bombas atômicas sobre as cidades japonesas Hiroshima e Nagasáqui. Depois da Segunda Guerra, o mundo teria um novo ordenamento geopolítico: capitalistas x socialistas.

## Topônimo
Em princípio as terras eram nacionais, pois pertenciam ao Rio de Janeiro – daí o nome Colônia Agrícola Nacional – depois passaram a pertencer ao Estado do Piauí.
Por sugestões de Dr. José Gusmão o nome deveria ser “Colônia Estrela do Norte” – devido à planta do lugar ter o formato de uma estrela. Mas permaneceu a primeira sugestão – Colônia Agrícola Nacional do Piauí. Recebeu este nome por ser uma fazenda nacional voltada para a agricultura. Mesmo com a denominação CANPi ainda se usou por bastante tempo a terminação Saco do Rei – intitulada antes da chegada de Gusmão.